# Giuseppe Antonazzi
Giuseppe Antonazzi (fl. XX secolo) è stato un calciatore italiano, di ruolo difensore.

## Carriera
Difensore in forza al Saronno nei primi campionati del dopoguerra, disputa con il Como tre campionati di Seconda Divisione dal 1922 al 1925.